# Gle Lueng Angin
Gle Lueng Angin (indonesiska: Gle Luengangin) är en kulle i Indonesien.   Den ligger i provinsen Aceh, i den västra delen av landet, 1 700 km nordväst om huvudstaden Jakarta. Toppen på Gle Lueng Angin är 144 meter över havet.
Terrängen runt Gle Lueng Angin är kuperad söderut, men norrut är den platt. Terrängen runt Gle Lueng Angin sluttar norrut.Runt Gle Lueng Angin är det ganska tätbefolkat, med 116 invånare per kvadratkilometer. I omgivningarna runt Gle Lueng Angin växer i huvudsak städsegrön lövskog.